# Rum (Vas)
Rum est un village et une commune du comitat de Vas en Hongrie.

## Histoire
Alors que les Ottomans occupent la majeure partie de l'Europe centrale, la région au nord du lac Balaton reste dans le Royaume de Hongrie (1538–1867). Jusqu'en 1918, RUM fait partie de la monarchie autrichienne (empire d'Autriche), dans la province de Hongrie en 1850 ; après le compromis de 1867, évidemment dans la Transleithanie, au Royaume de Hongrie. Le premier bureau de poste (au nom de Rum Vas Megye) est ouvert en 1869.

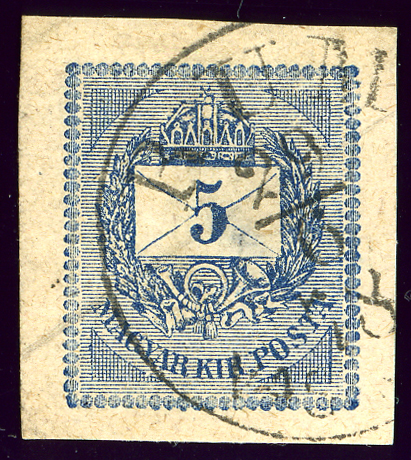
La poste royale hongroise en 1878